# Skovelsjöberget
Skovelsjöberget är ett naturreservat i Åsele kommun i Västerbottens län.
Området är naturskyddat sedan 2009 och är 424 hektar stort. Reservatet omfattar skogen på båda sidor av Skovelsjön med berget Skovelsjöbergets sydvästsluttning samt flera myrområden och tjärnar. Reservatet består av tallskog, granskogar och barrblandskogar.